# Rivière à la Carpe (vattendrag i Kanada, lat 50,31, long -71,18)
Rivière à la Carpe är ett vattendrag i Kanada.   Det ligger i provinsen Québec, i den östra delen av landet, 600 km nordost om huvudstaden Ottawa.
I omgivningarna runt Rivière à la Carpe växer i huvudsak blandskog. Trakten runt Rivière à la Carpe är nära nog obefolkad, med mindre än två invånare per kvadratkilometer.